# Stadtbefestigung Celle

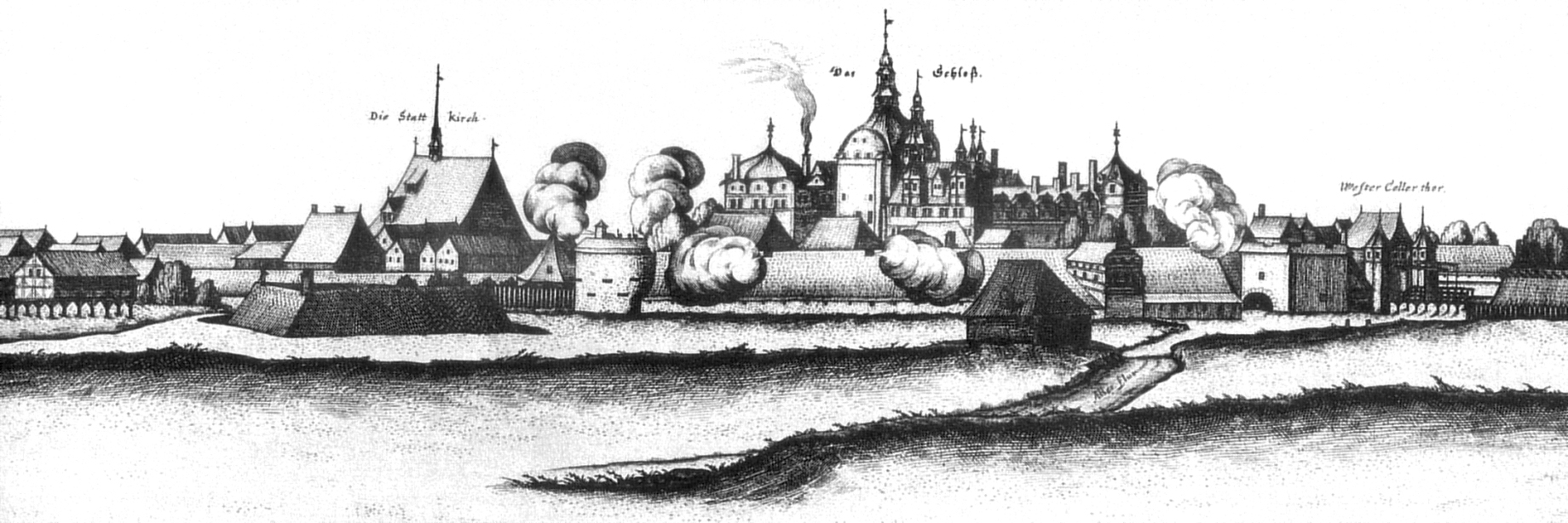
Celle mit seiner Stadtbefestigung auf der ältesten Ortsansicht von 1643, in der Mitte Schloss Celle mit seinem hohen Wall

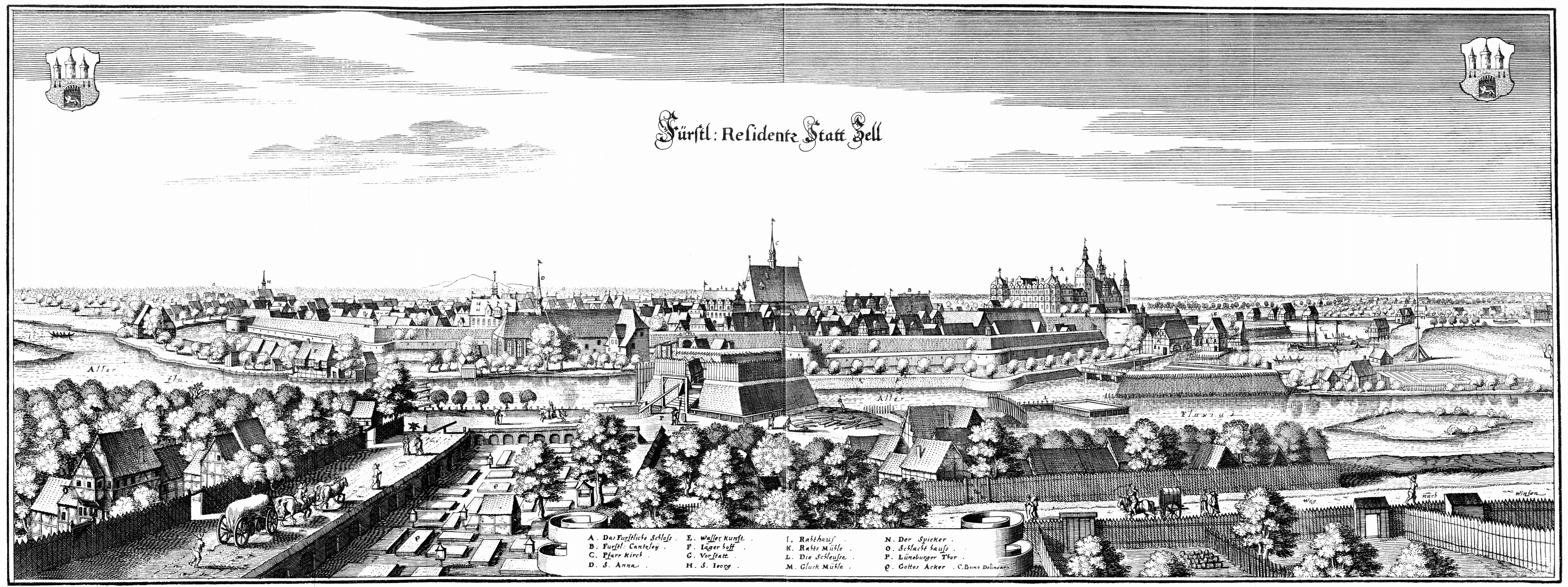
Merian-Stich von Celle um 1654

Die Stadtbefestigung Celle war ein System von Verteidigungsanlagen, das die Stadt Celle seit dem Mittelalter vor Angriffen schützte. Dazu gehörten die Stadtmauer mit Stadttoren sowie Wälle und Wassergräben. Direkt angrenzend an die Stadt lag das ebenfalls befestigte Schloss Celle. Im 16. und 17. Jahrhundert wurde die Stadtbefestigung ausgebaut und nach dem Siebenjährigen Krieg ab 1766 geschleift. Sichtbare Reste der Befestigungsanlagen sind heute Wasserläufe sowie ein Fragment der Stadtmauer.

## Mittelalterliche Stadtbefestigung
Celle entstand im Jahre 1292 als Gründung durch Herzog Otto II. an der bereits bestehenden Burg. Die erste urkundliche Erwähnung einer Stadtbefestigung in Celle erfolgte im Jahre 1308. Die Nennung korrespondiert mit einem etwa 2,5 Meter hohen, mittelalterlichen Wall, dessen Reste bei archäologischen Ausgrabungen 1988 entdeckt wurden. Seine Entstehung ließ sich anhand von Keramikfunden auf den Übergang vom 13. ins 14. Jahrhundert datieren. Wie in vergleichbaren Orten ist die Befestigung zu dieser frühen Zeit als Wall- und Grabenanlage, möglicherweise mit einer Palisadenreihe, anzunehmen.
Als Celle durch Herzog Albrecht 1378 zur Residenz erhoben wurde, entstand wahrscheinlich eine Stadtmauer. Während der Verlauf nur noch annähernd bekannt ist, wurde der Wassergraben vor der Mauer an mehreren Stellen archäologisch nachgewiesen. Celle verfügte mit dem Westerceller Tor, dem Hehlentor und dem Steintor über drei Stadttore. Sie werden laut urkundlicher Überlieferung in der zweiten Hälfte des 14. Jahrhunderts erwähnt. Eine Verstärkung der Stadtbefestigung erfolgte während des Lüneburger Erbfolgekrieges, der von 1370 bis 1388 anhielt. Dazu zählte der Ausbau des Magnusgrabens im Jahre 1370, der von der Aller abzweigt und als breiter Wassergraben an drei Seiten um die Stadt führt.

Ehemalig Befestigungsanlagen
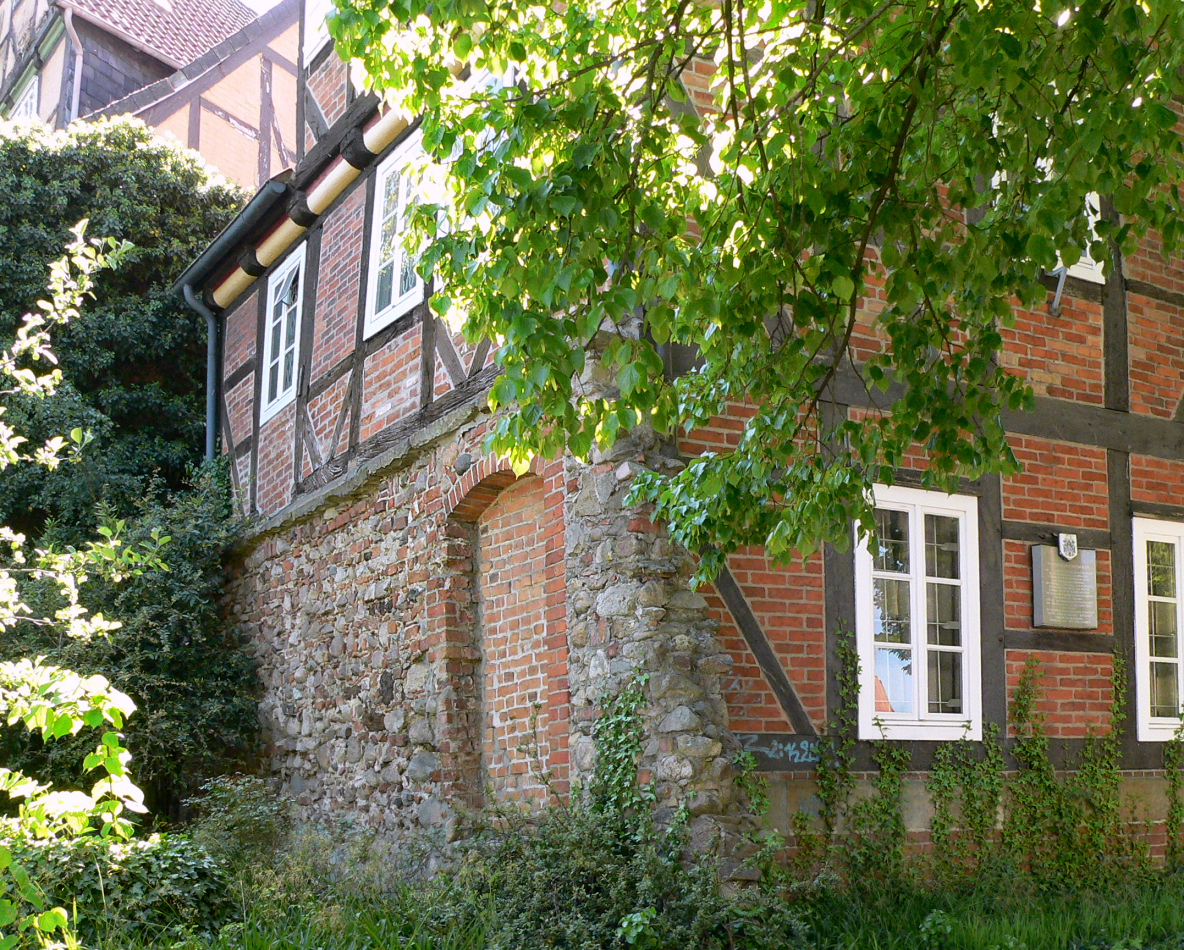
Stützmauerfragment des entfernten Stadtwalls mit innen angesetztem Haus von 1600 (Kleiner Plan)
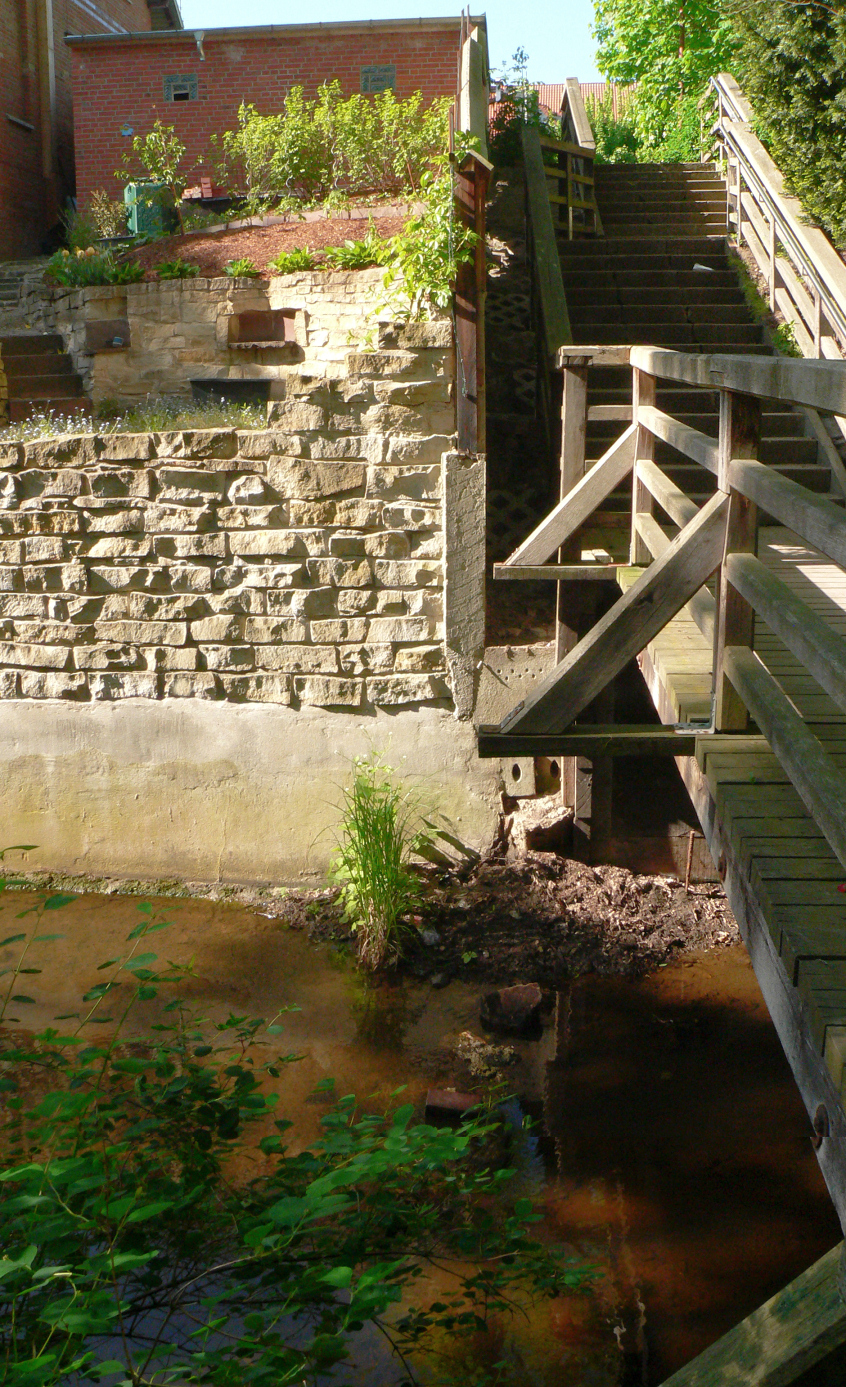
Heutiger Stadtgraben vor einem früheren Wall

Ursprüngliche Befestigung von Celle durch Wassergräben
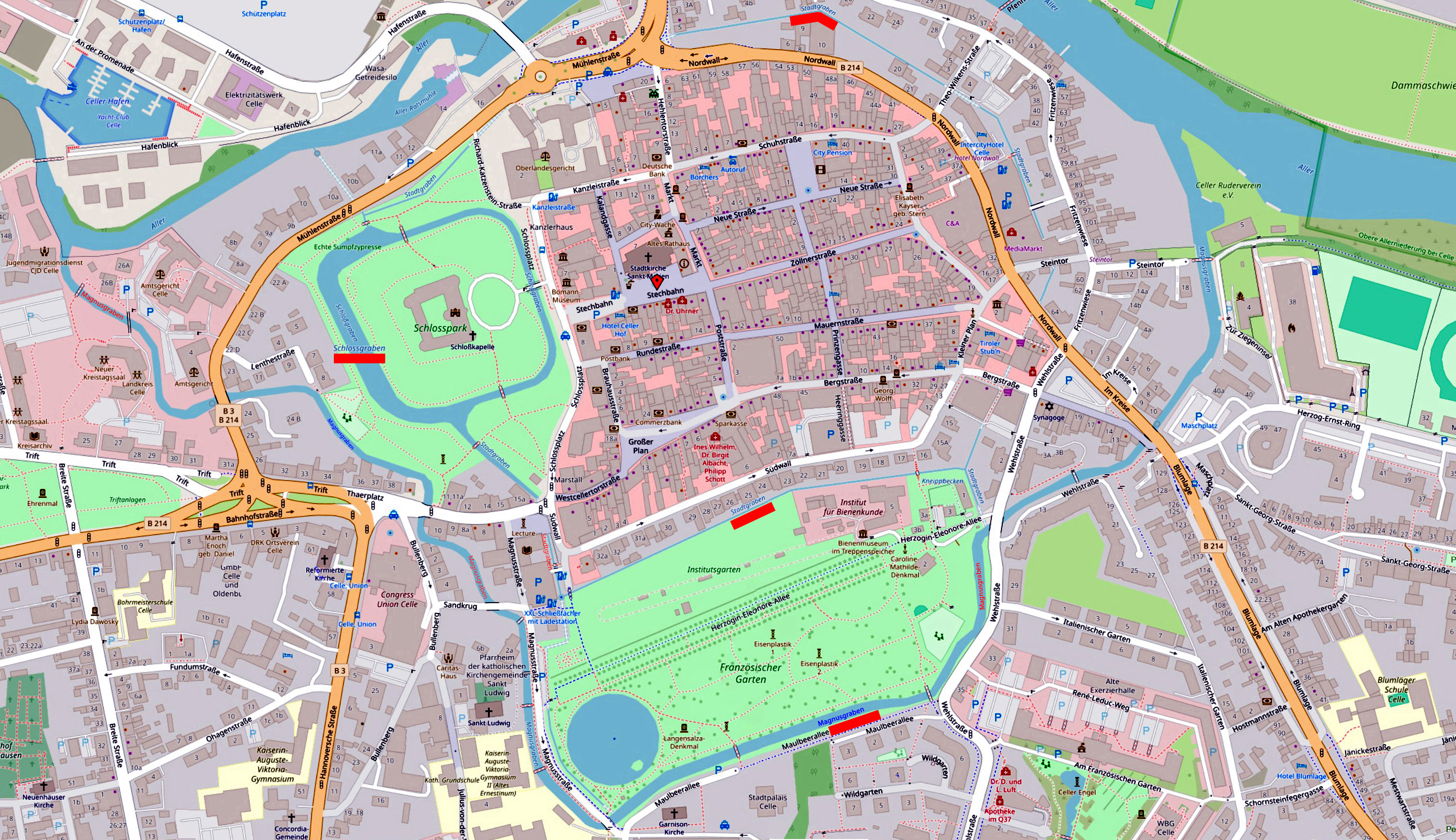
Übersicht
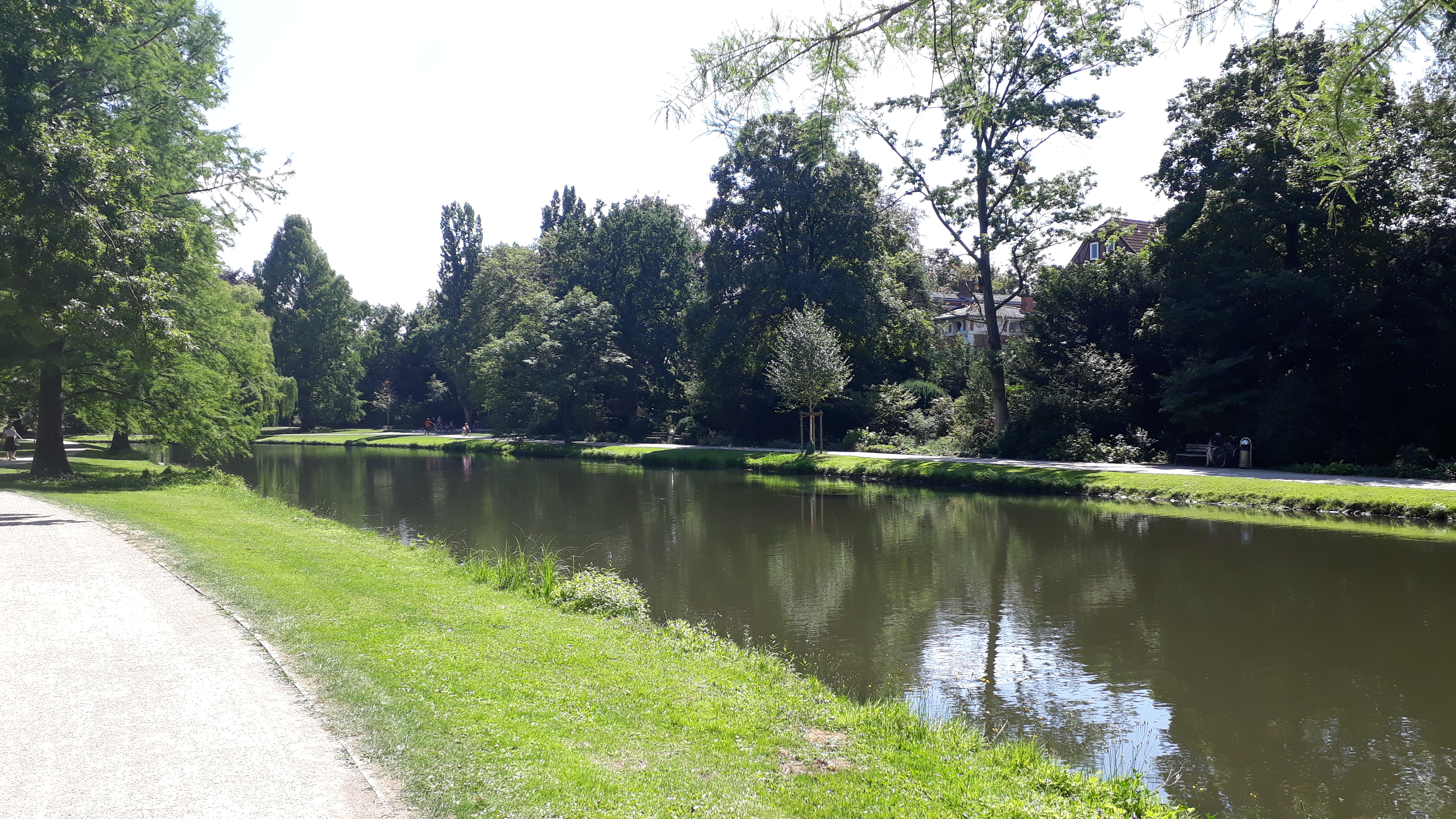
Schlossgraben
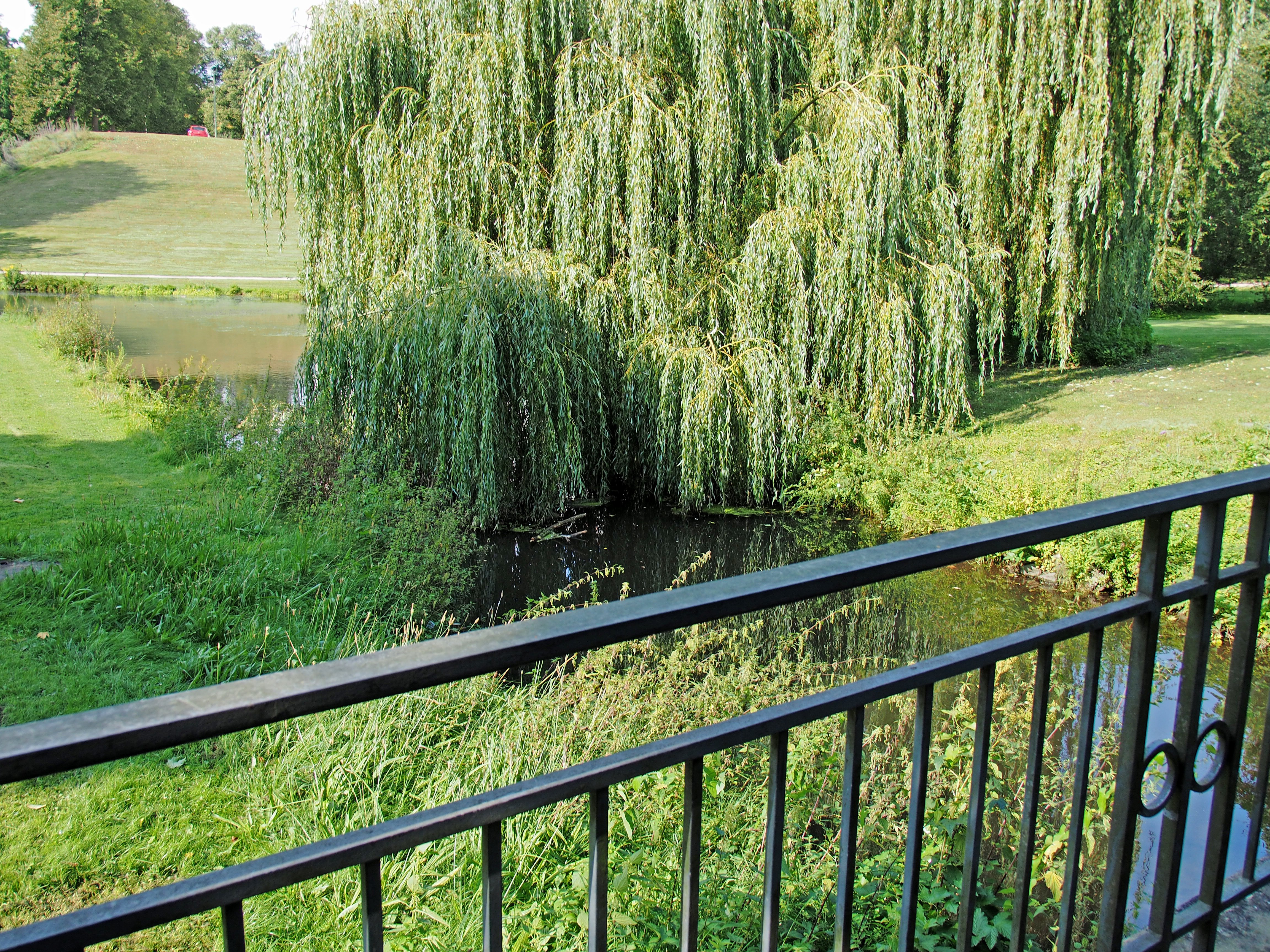
Stadtgraben mündet in den Schlossgraben
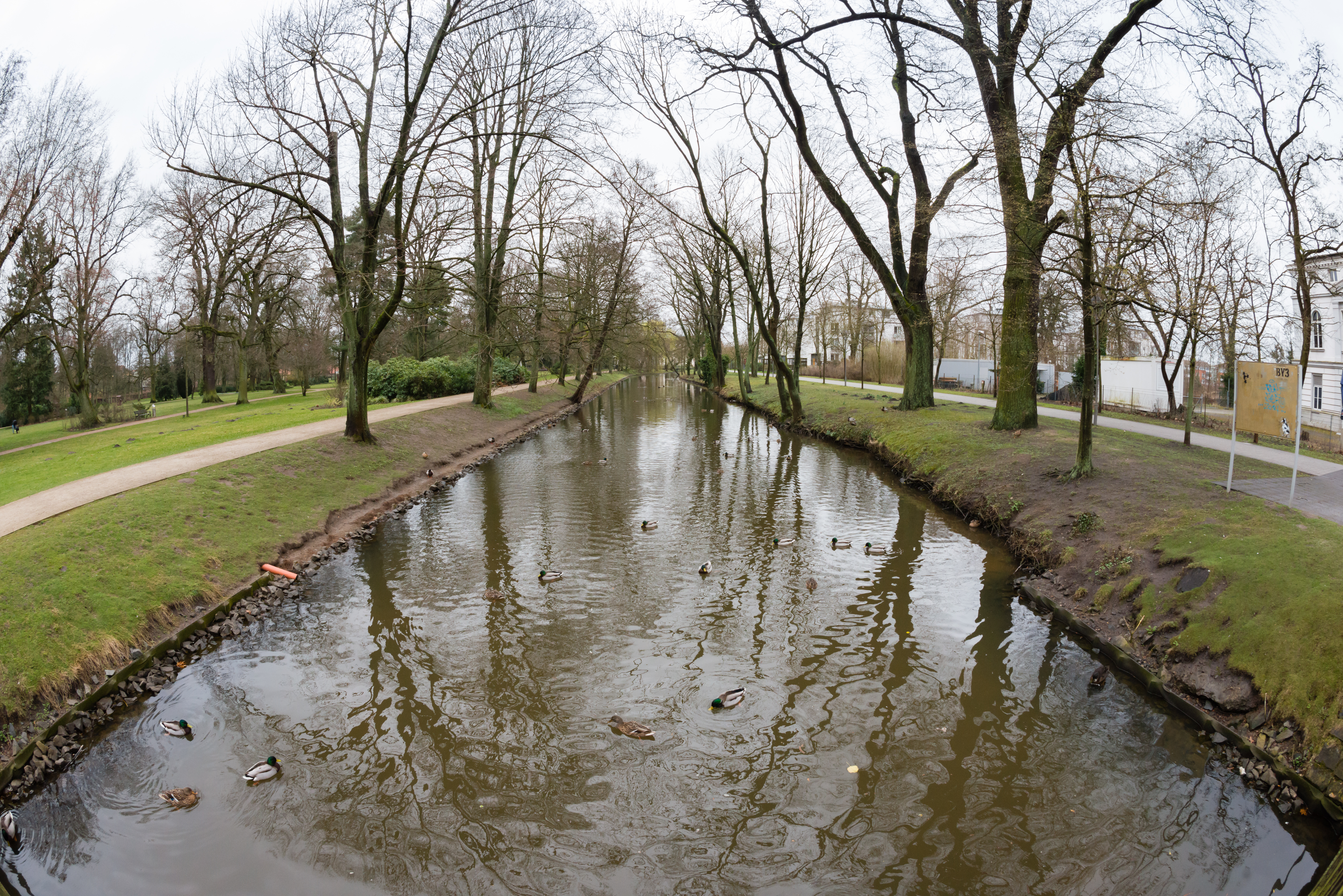
Der 1370 zur Befestigung der Stadt angelegte Magnusgraben

## Neuzeitlicher Ausbau und Schleifung

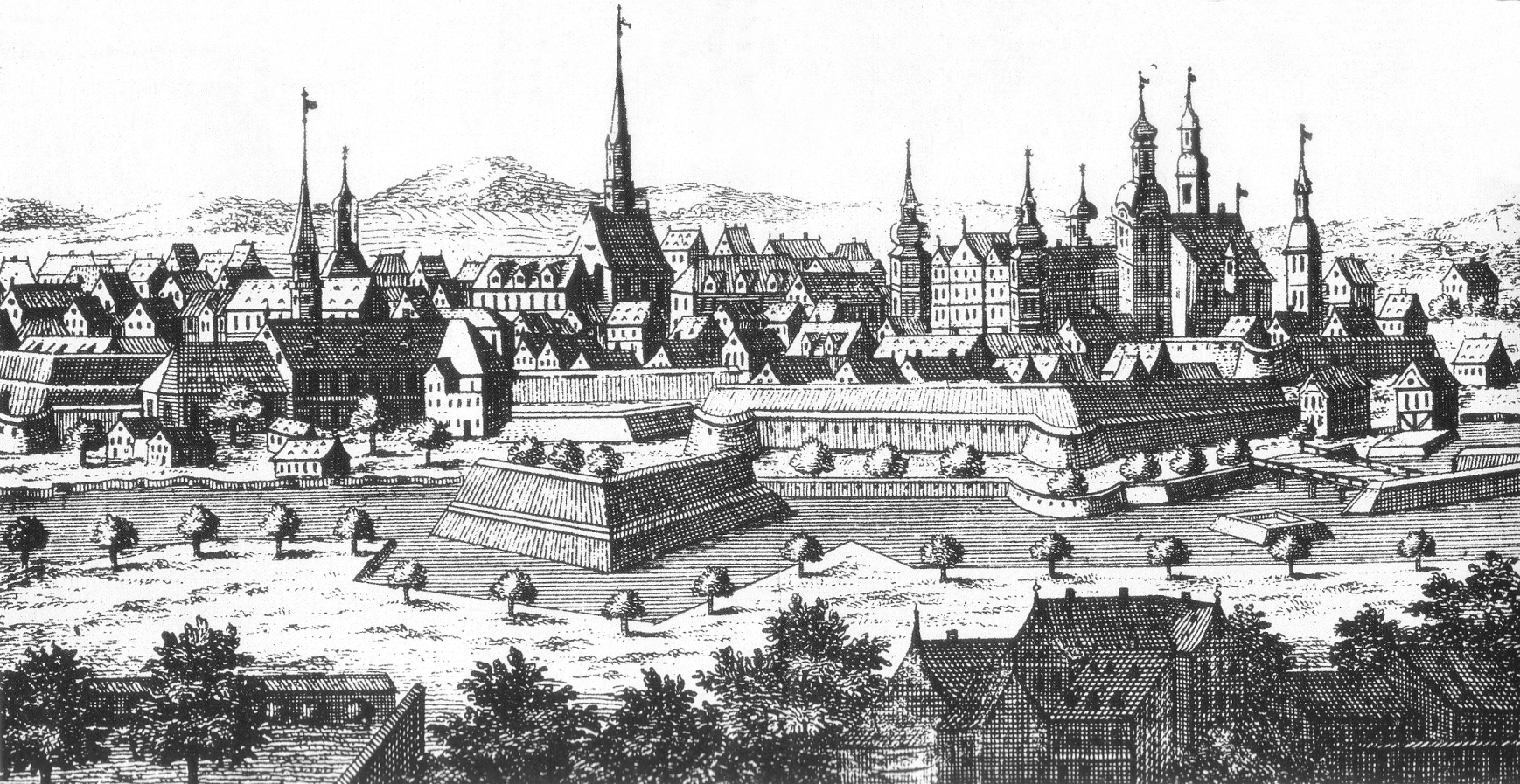
Blick auf Celle mit seiner Stadtbefestigung von Norden

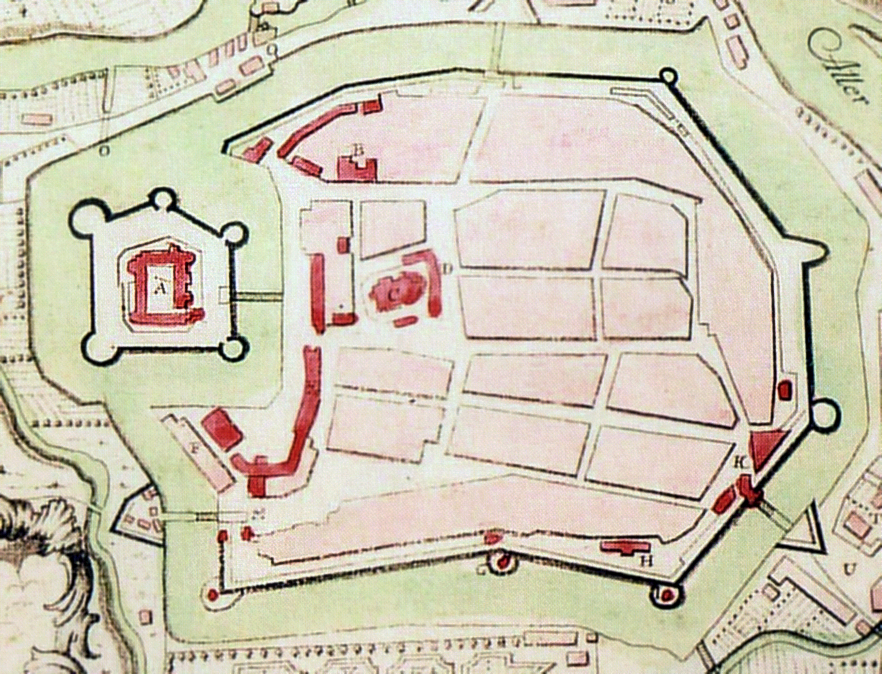
Befestigungsanlagen vor der Schleifung, links Schloss Celle, 1762

Die Stadtbefestigung wurde im ersten Drittel des 16. Jahrhunderts auf herzoglichen Erlass hin erneuert und verstärkt. Dazu zählte die Verbreiterung des die Stadt umlaufenden Stadtgrabens auf 50 Meter. Auch wurde ein bis zu 9 Meter hoher, umlaufender Wall angelegt. Die Stadtmauer wurde mit Brustwehren sowie Schießscharten versehen. Sie erhielt acht außen angesetzte Rondelle. Ein mit Kasematten versehenes Rondell im Nordosten der Altstadt wurde 1988 bei Ausgrabungen entdeckt. Es hatte einen Durchmesser von 20 Meter und eine Mauerstärke von fünf Meter. Anhand einer dendrochronologischen Untersuchung der Gründungspfähle ließ sich das Baudatum in die Zeit um 1530 datieren. In dieser Zeit entstand auch eine 3 Meter hohe Stadtmauer, die den die Stadt umgebenden Erdwall stützte. An einer Stelle hat sich davon ein kurzes Mauerstück erhalten, das in ein um das Jahr 1600 erbautes Haus integriert wurde. Um 1544 wirkte der Braunschweiger Zeughausmeister Cord Mente an den Verstärkung der Wälle mit.
Anfang des 17. Jahrhunderts kam es ab etwa 1625 auf Anordnung von Herzog Christian zu weiteren Verstärkungen der Stadtbefestigung, unter anderem durch den Bau von Schanzen vor den drei Stadttoren. Um 1637 wurde eine weitere Schanze angelegt, die die Wassermühlen und die Wasserkunst an der Aller schützte.
1705 mit dem Tod von Georg Wilhelm als letztem Celler Herzog verlor die Stadt den Status als Residenzstadt und sank in ihrer Bedeutung. Die Befestigungsanlagen wurden nicht mehr erneuert und um 1710 kam es zur Schleifung von Wällen und Schanzen am Schloss. Französische Besatzungstruppen besserten sie während des Siebenjährigen Krieges nochmals aus. Danach wurde die Befestigung aufgegeben und ab 1766 geschleift. Dabei wurden Wälle und Verteidigungswerke abgetragen und der breite Stadtgraben wurde verfüllt. Der Abbruch der Stadttore erfolgte 1790. Das Gelände der bis 1832 eingeebneten Wälle erwarb die Stadt Celle 1874.